# 帕努加·里奥
帕努加·里奥（英語：Panuga Riou，1992年3月13日—），英格蘭女子羽毛球運動員。

## 簡歷
帕努加·里奥擁有四分之一的柬埔寨血統、四分之一的泰國血統、四分之一的法國裔加拿大人血統，以及四分之一的英格蘭血統。10歲時，她在母親介紹下，開始跟從前英格蘭國家隊代表奈傑爾·提爾練習羽毛球；至13歲首次代表英格蘭參加國際比賽。

## 主要比賽成績
只列出曾進入準決賽的國際賽事成績：
| 年份   | 賽事                 | 公開賽級別 | 項目     | 成績   |
| ------ | -------------------- | ---------- | -------- | ------ |
| 2009年 | 歐洲青年羽毛球錦標賽 | 其他       | 混合團體 | 準決賽 |
| 2012年 | 波蘭羽毛球公開賽     | 國際系列賽 | 女子單打 | 亞軍   |
| 2013年 | 斯洛伐克羽毛球公開賽 | 未來系列賽 | 女子單打 | 冠軍   |
| 2013年 | 匈牙利羽毛球國際賽   | 國際系列賽 | 女子單打 | 準決賽 |
| 2014年 | 波蘭羽毛球國際賽     | 國際系列賽 | 女子單打 | 冠軍   |
| 2016年 | 斯洛伐克羽毛球公開賽 | 未來系列賽 | 女子單打 | 準決賽 |
| 2016年 | 保加利亞羽毛球國際賽 | 未來系列賽 | 女子單打 | 冠軍   |

| 2007-2017年 | 首要超級賽 | 超級賽 | 黃金大獎賽 | 大獎賽 | 國際挑戰賽 | 國際系列賽 | 未來系列賽 | 其他 |

| 2018-2026年 | 總決賽 | 超級1000賽 | 超級750賽 | 超級500賽 | 超級300賽 | 超級100賽 | 國際挑戰賽 | 國際系列賽 | 未來系列賽 | 其他 |